# Mortal Kombat: Conquest
Mortal Kombat: Conquest (conhecida em Portugal como Combate Mortal - a série e no Brasil como Mortal Kombat A Conquista) é uma série televisiva criada em 1998. Baseada na popular saga de videogames Mortal Kombat, foi transmitida entre 3 de Outubro de 1998 e 1 de Junho de 1999, com um total de 22 episódios. A série chegou a ser exibida pelo canal Warner Bros, mais tarde sendo exibida pelo canal SBT.

## Enredo
A história de Mortal Kombat Conquest gira em torno de três guerreiros: um monge, Kung Lao (Paolo Montalban), um guarda exilado, Siro (Daniel Bernhardt), e uma ladra, Taja (Kristanna Loken).
Numa geração passada, Kung Lao foi vencedor do torneio Mortal Kombat, ao derrotar o Feiticeiro Shang Tsung (Bruce Locke). Diz a lenda que ao vencer o torneio, o Reino da Terra fica a salvo do Imperador de um Reino maligno chamado Outworld. O Imperador desse Reino é Shao Kahn (Jeff Meek). Frustrado pelo fracasso da conquista do Reino da Terra, Shao Kahn ordena agora aos seus súditos invadam o Reino da Terra para matarem Kung Lao, responsável pela derrota de Shang Tsung no torneio e consequente perda da oportunidade de conquista deste reino. Liderados pelo Deus do Raio e do Trovão e Protetor do Reino da Terra, Lord Rayden (Jeffrey Meek), os três guerreiros e amigos têm de se defender contra os ataques dos guerreiros vindos sob ordem de Shao Kahn e também dos agentes enviados por Shang Tsung, que mesmo aprisionado nas terríveis Minas de Cobalto - punição para todos que desagradem o Imperador - ainda não esquece de sua vingança contra Kung Lao, ao qual culpa por sua ruína e deseja sua morte. Num desses combates, a namorada de Kung Lao, Geneviere Reyland (Gen) (Jennifer Renton), é assassinada por Scorpion. É mostrado também os conflitos entre as irmãs gemeas Kitana (Audie England) e Mileena (Megan Brown) e dos inimigos Scorpion  e Sub-Zero (J.J. Perry).

## Em VHS
No Brasil, os episódios foram lançados em VHS com os seguintes títulos:
- Mortal Kombat: A Conquista (Episódios 1 e 2)
- Mortal Kombat: A Cruzada (Episódios 3 e 4)
- Mortal Kombat: O Desafio (Episódios 5 e 6)
- Mortal Kombat: A Cruzada 2 (Episódios 8 e 9)
- Mortal Kombat: O Dragão Negro (Episódios 7 e 10)
- Mortal Kombat: O Eterno Kombat (Episódios 11 e 12)

## Personagens
- Paolo Montalban como Kung Lao (o ancestral de Liu Kang e do Kung Lao dos jogos)
- Daniel Bernhardt como Siro
- Kristanna Loken como Taja
- Jeffrey Meek como Rayden e Shao Kahn
- Bruce Locke como Shang Tsung
- Tracy Douglas como Vorpax

### Elenco secundário
- Dana Hee como Siann
- Renee Tenison como Sora
- Jaime Pressly como Mika
- Tahitia Hicks como Ankha
- Sung Hi Lee como Kiri
- Jennifer Renton como Geneviere Reyland
- John Reilly como Baron Reyland
- Angelica Bridges como Omegis
- Fabiana Udenio como Kreeya
- Roshumba Williams como Qali

### Participações especiais
- J.J. Perry - Sub-Zero
- Kimball Sultan Uddin - Noob Saibot
- Adoni Maropis - Quan Chi
- Audie England / Dara Tomanovich - Princesa Kitana
- Megan Brown - Mileena
- Jon Valera - Reptile
- Percy Brown como Rain
- Jim Helsinger como Reiko
- Josie Davis como Peron (Mortal Kombat)
- Eva Mendes como Hanna (Mortal Kombat)-Cap.11